# مملكة سري كسيترا
سري كسيترا («حقل الثروة» أو «حقل المجد»)، كانت إحدى مستوطنات دول مدينة بيو البارزة الواقعة على طول نهر إيراوادي في هماوزا حاليًا. احتلت بيو عدة مواقع في جميع مناطق ميانمار العليا، مع كون سري كسيترا أكبرها، حيث أحاط سور المدينة بمساحة 1،477 هكتارًا، على الرغم من أن مسحًا حديثًا وجد أنه قد أحاط بـ 1،857 هكتارًا داخل جدرانها الحجرية الضخمة، بالإضافة إلى منطقة خارج أسوارها بنفس المساحة، لتكون بذلك أكبر مدينة في جنوب شرق آسيا قبل عصر أنغكور. بينت المواضيع المتعلقة بتأريخ هذا الموقع أن غالبية المواد مؤرخة بين القرنين السابع والتاسع بعد الميلاد، ومع ذلك تشير الدراسات الحديثة إلى أن ثقافة بيو في سري كسيترا كانت موجودة قبل ذلك بقرون.
تُعد سري كسيترا موقعًا غنيًا بتراث بيو الفني، إذ شهد وصول البوذية إلى مدن بيو زيادة في الإنتاج الفني، مع نجاة القليل جدًا من هذه الأعمال من فترة الاحتلال الأخيرة. تشير المجموعة الواسعة من المواد المتبقية إلى ثقافة بصرية غنية عززتها بيو في سري كسيترا. ذكر المستكشفان الصينيان سوان تسانغ في عام 648 وآي تسينغ في عام 675 اسم سري كسيترا باسم (Shh-li-cha- to-lo) وذكرا أنها كانت بلدًا بوذيًا.
تراجعت شهرة بيو في سري كسيترا نحو القرن التاسع الميلادي، وعُثر على آخر ذكر لبيو في باغان، على حجر من القرن الثاني عشر يحتوي على نقوش بلغات بيو ومون وبورمي وبالي.

## المعالم والمواقع الأثرية

### الأسوار
سري كسيترا هو موقع مدينة كبير يحوي أنقاض العديد من الهياكل والقصور والنصب التذكارية، وأبرز ما يميز المدينة هو المخطط الدائري الذي يتميز بنصف دائرة من الأسوار على الجوانب الشمالية والجنوبية والغربية. وُجد خارج الأسوار خندقًا مائيًا يتميز بسلسلة من الخزانات لاستعمالها في موسم الجفاف. توجد بوابات بارزة في عدة نقاط من الأسوار، وتوجد حول هذه البوابات أضرحةً وآثارًا مهمةً.

### قبة باياما
تقع قبة باياما شمال أسوار سري كسيترا، بالقرب من قرية كونييوي (عند 18°50'3«شمالًا و95°18'7» شرقًا). ذُكر في سجلات ميانمار أن الملك داتابونج قد بناه لإيواء رفات بوذا. بُني الهيكل من الطوب والجير على أربع مصاطب، بالشكل المخروطي المميز للقبب حسب المنحوتات المستكشفة مبكرًا في سري كسيترا، وتُعد هذه القبة إحدى أوائل القبب في فترة بيو الوسطى والتواريخ ما بين القرنين الرابع والسابع.

### باو باو غي بايا
تُعد قبة باو باو غي بايا قبةً بوذيةً مهمةً جنوبي أسوار سري كسيترا (عند 18°47'10«شمالًا و95°17'7» شرقًا). وقد بُنيت بشكل دائري من الآجر، فوق مصطبة بارتفاع 46 مترًا تقريبًا. غالبًا ما يُقارن شكل القبة مع قبة داميك في سارناث في الهند، والتي من المحتمل أن تكون قرينةً لها. فتح الملك آناوراهتا القبة وأزال الآثار منها، وأُعيد تركيبها في العاصمة في باغان، وبقي مكانها عدد من الألواح النذرية الموقعة.

## الفن
كشفت الحفريات في موقع بيو منذ أوائل القرن العشرين عن قدر كبير من فن بيو، على النقيض من كمية الاكتشافات القليلة في بيكثانو وهالين. يمكن تأريخ الأشياء المستردة من سري كسيترا بين القرنين الرابع والتاسع بعد الميلاد، ومع ذلك، فإن الصعوبات في تأريخ فن بيو تعني أن معظم البقايا الفنية مؤرخةً على نطاق واسع بين هذين القرنين. تشير دراسة تاريخية حول الفن إلى أن تاريخ إحدى الشواهد المكتشفة في سري كسيترا يعود إلى القرن الأول، ما يجعلها أقدم عمل فني لثقافة بيو، ولكن ما يزال هذا الأمر موضع نقاش بين الباحثين. أثبتت الدراسات الإضافية أيضًا أن أسلوب بيو الفني مستمد من مجموعة من التأثيرات، من كل من الثقافات الهندية والجنوب شرق آسيوية.
تُعد البقايا الفنية التي كُشف عنها في سري كسيترا بوذية الأصل. ومع ذلك، فإن وجود منحوتات وشظايا تصور الآلهة الهندوسية، غالبًا فيشنو، يشير إلى أن الفيشنوية كانت تمارس جنبًا إلى جنب مع البوذية. تشير البقايا في سري كسيترا إلى ازدهار الثقافة البوذية التي كانت موجودة في هذه المستوطنة. تشمل مجموعة متنوعة من المواد البوذية ألواح نذرية ومنحوتات حجرية وتماثيل برونزية ومعادن ثمينة أخرى وشظايا معمارية وأوعية الذخائر المقدسة، إلى جانب المصنوعات اليدوية الأخرى بما في ذلك الخرز المصنوع يدويًا من الحجر والزجاج والطين والعظام والخواتم والأوعية والأطباق الفضية. لم يُحدد بعد التسلسل الزمني لفن بيو، والذي قد يوضح تطورات وخصائص أسلوب حياة شعوب بيو.

### تأريخ فن بيو
من الصعب تأريخ فن بيو في سري كسيترا. وقد استخدمت الدراسات التي أجريت في سري كسيترا مجموعةً متنوعةً من الأساليب بما في ذلك تأريخ الكربون الراديوي والتحليل الأسلوبي والدراسات القديمة لتحديد التواريخ، ومع ذلك ما يزال الكثير من تأريخ هذا الفن موضع جدل بين الباحثين. تشير دراسة باليوغرافية حول مخطوطة من أوراق الذهب مكتوبة بلغة بالي، واستُعيدت من تل خين با، إلى أنه يمكن أن يعود الخط إلى القرن الخامس، أي قبل القرن السابع الذي نُسب إليه بكثير. كانت هذه الدراسة مهمةً في إعادة النظر في تاريخ تل خين با، ولكن لم يقبل جميع الباحثين بهذا التأريخ. تستند حجة معارضي هذا تأريخ إلى طبيعة المقارنة الأسلوبية، حيث يقترح الباحثون أن الثقافة التي نُسبت إليها سمات هذه القطعة الأثرية، والتي نشطت في القرن الخامس، قد تكون استمرت حتى القرن السابع ما قد يعني أن أوجه التشابه يمكن أن تنبع من هذا التاريخ اللاحق. يجب إجراء بحث مستمر في سري كسيترا للتصديق على هذه القضايا المتعلقة بتأريخ فن بيو.

### التأثر
يحتوي فن بيو في سري كسيترا على عدد من التأثيرات، إذ يُظهر صفاتًا مماثلةً لفن جنوب الهند خاصةً خلال فترتي جوبتا وما بعد جوبتا وأندرا برديش وسريلانكا. تُظهر منحوتات بوذا الفضية المستعادة من بقايا غرفة تل خين با صفاتًا مشابهةً لفن سريلانكا من حيث الأسلوب، بما في ذلك الأكتاف العريضة والأعناق القصيرة وضفائر الشعر الفردية والأردية الشفافة. بينما تركز التأثيرات الثقافية على بيو على أوجه التشابه الهندية، إذ أظهرت الدراسات أيضًا أوجه تشابه مع فن مون بورما ودفارافاتي في تايلاند. استُشهد بثالوث بوذا والقبب واستخدام الجندل والصور المشتركة كدليل على تأثيرات ثقافات جنوب شرق آسيا المجاورة. توضح المقارنات واسعة النطاق الموجودة في فن بيو التعقيد في دراسة فن هذه الثقافة.

## معرض الصور

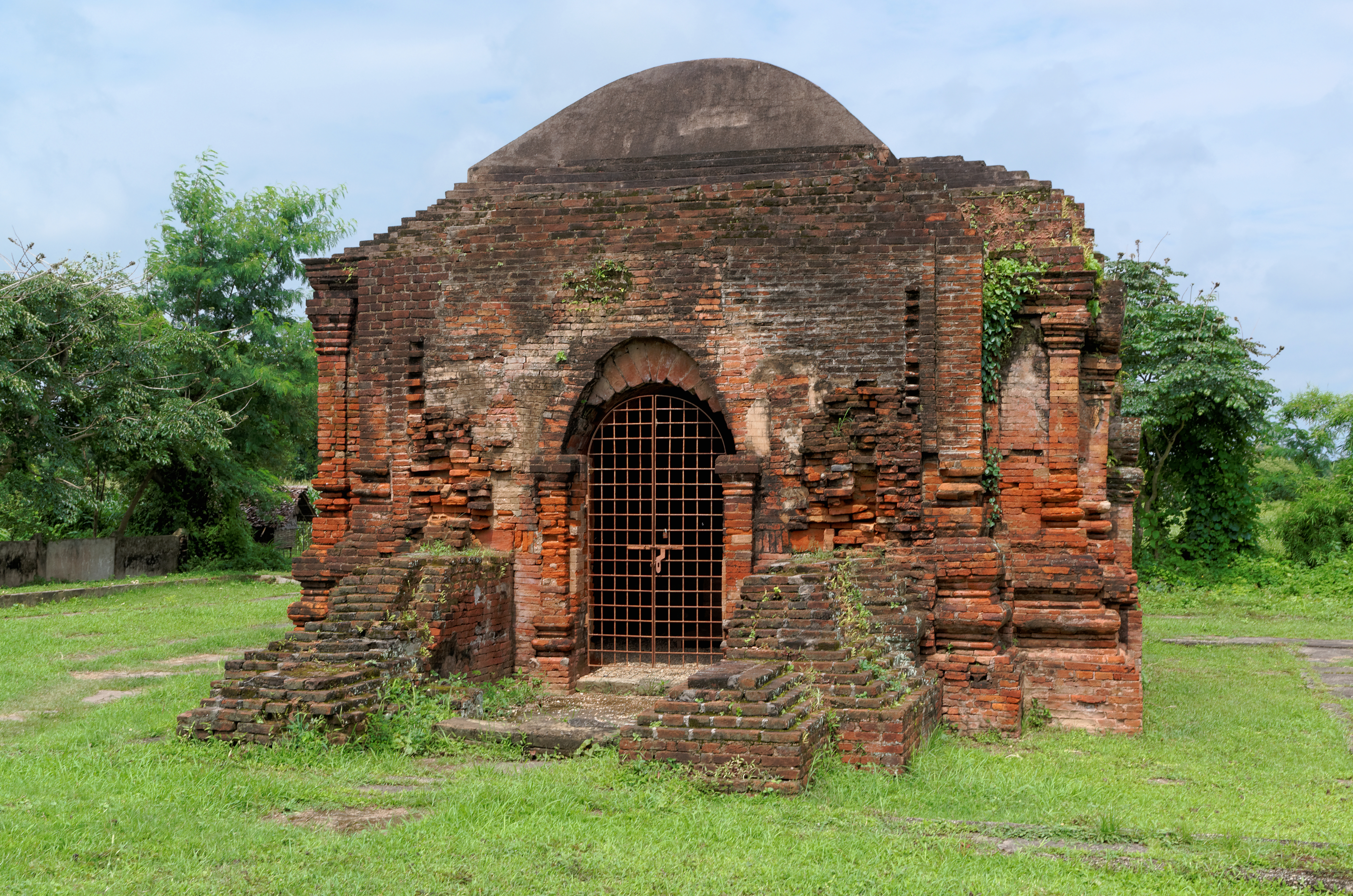
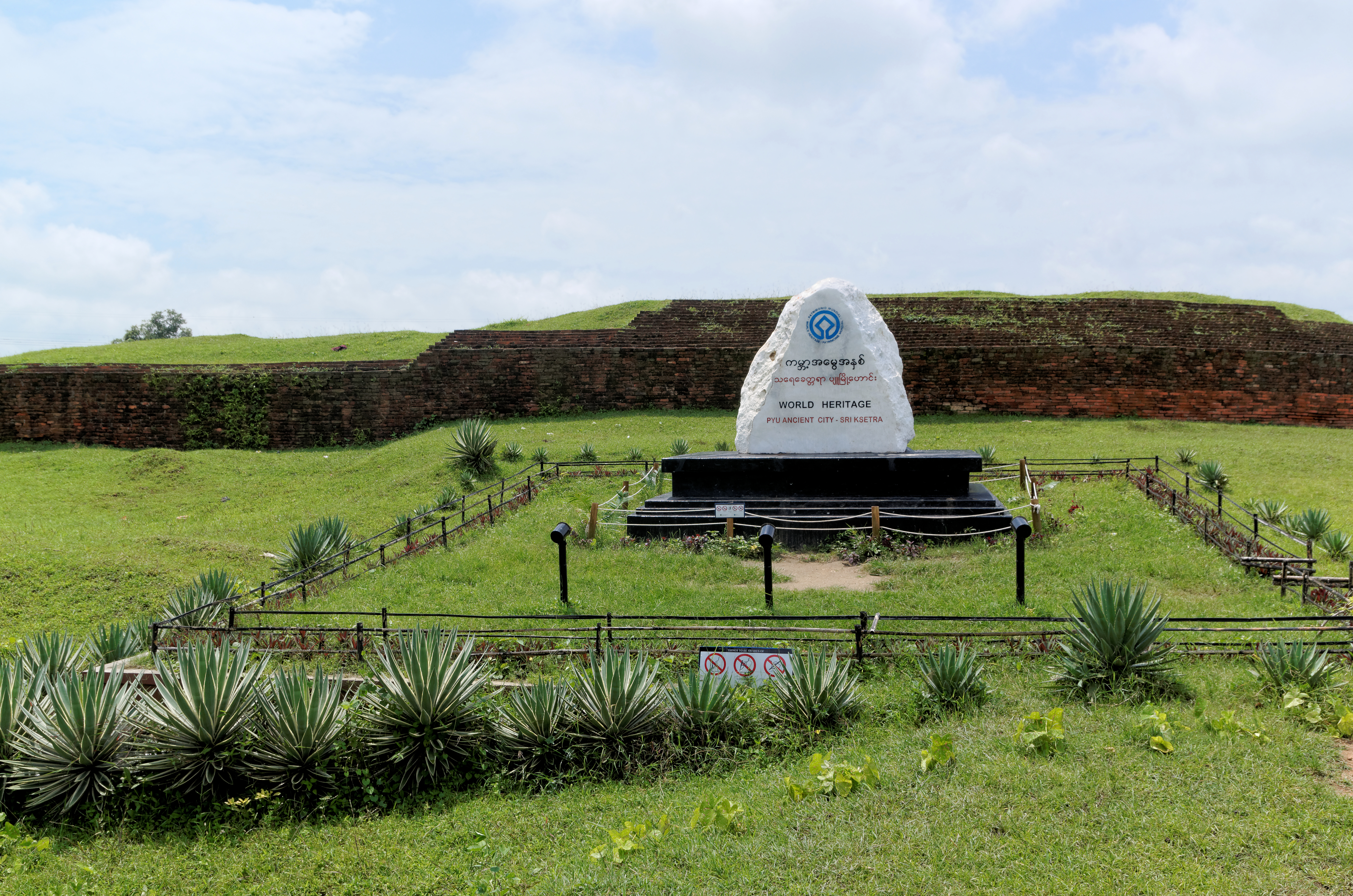
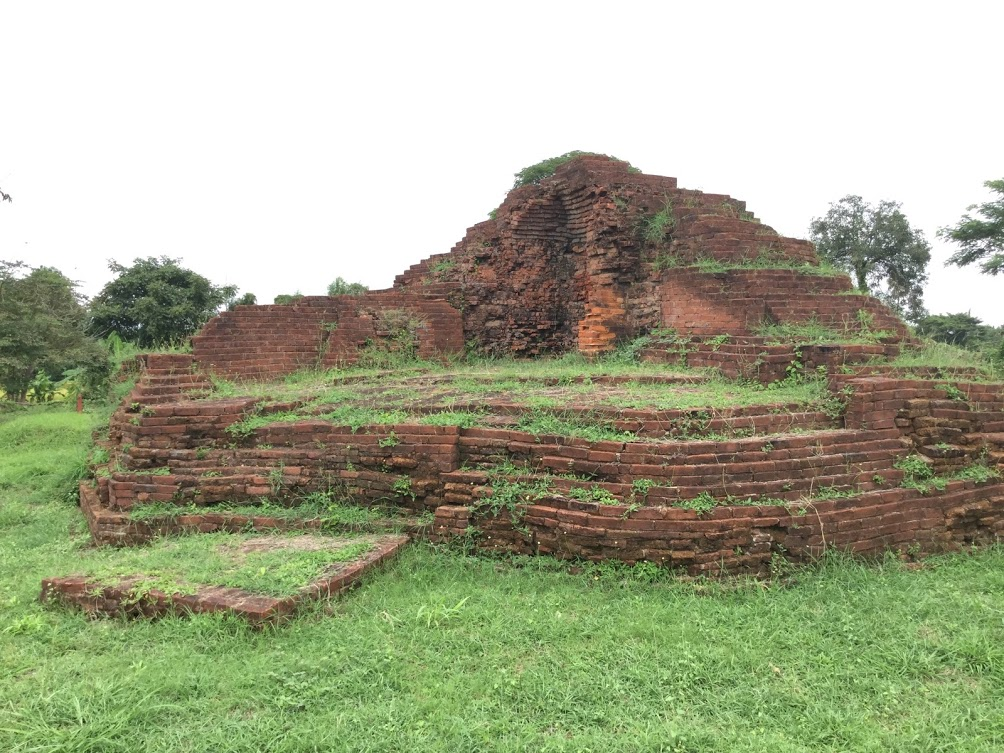
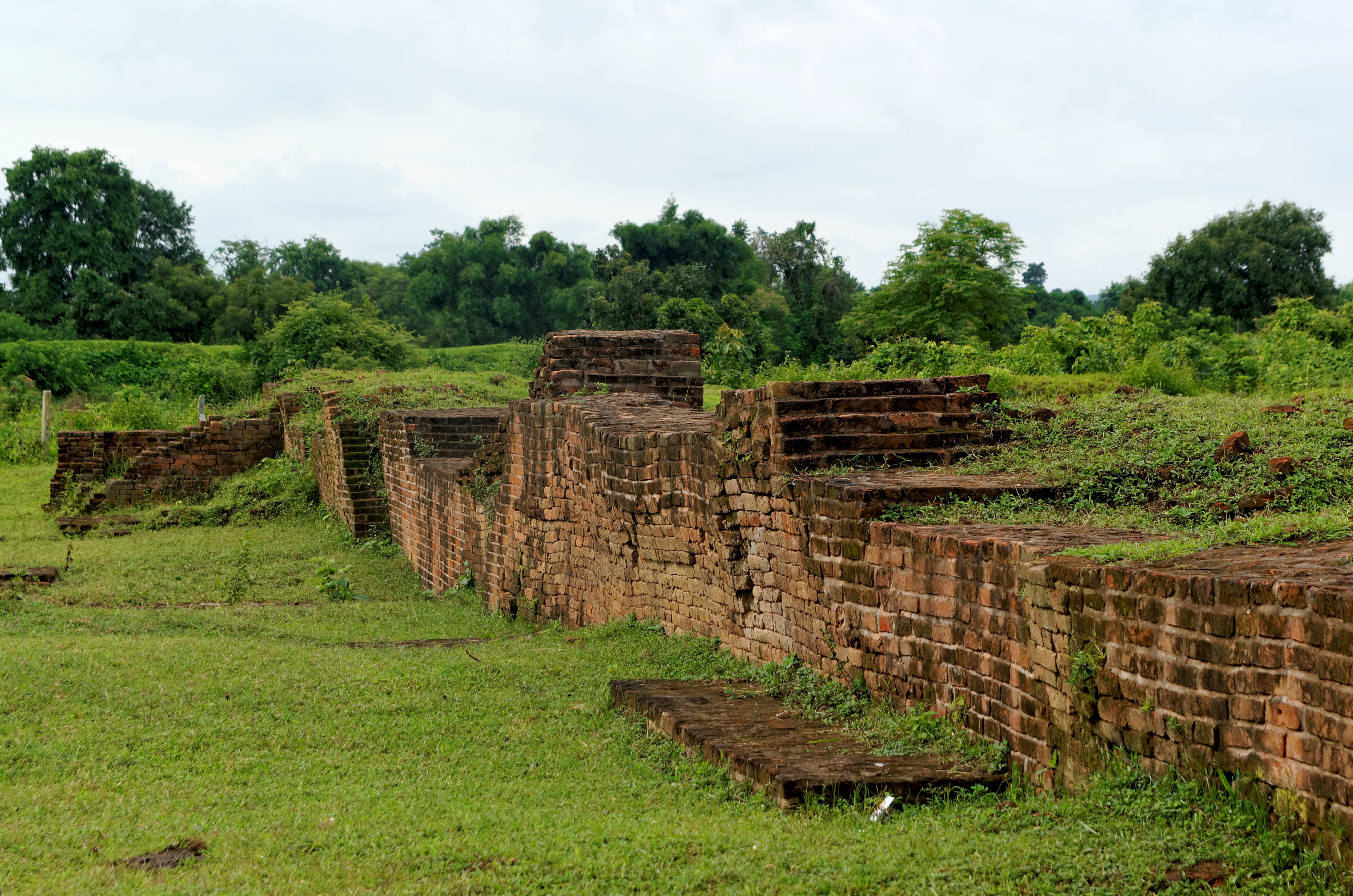
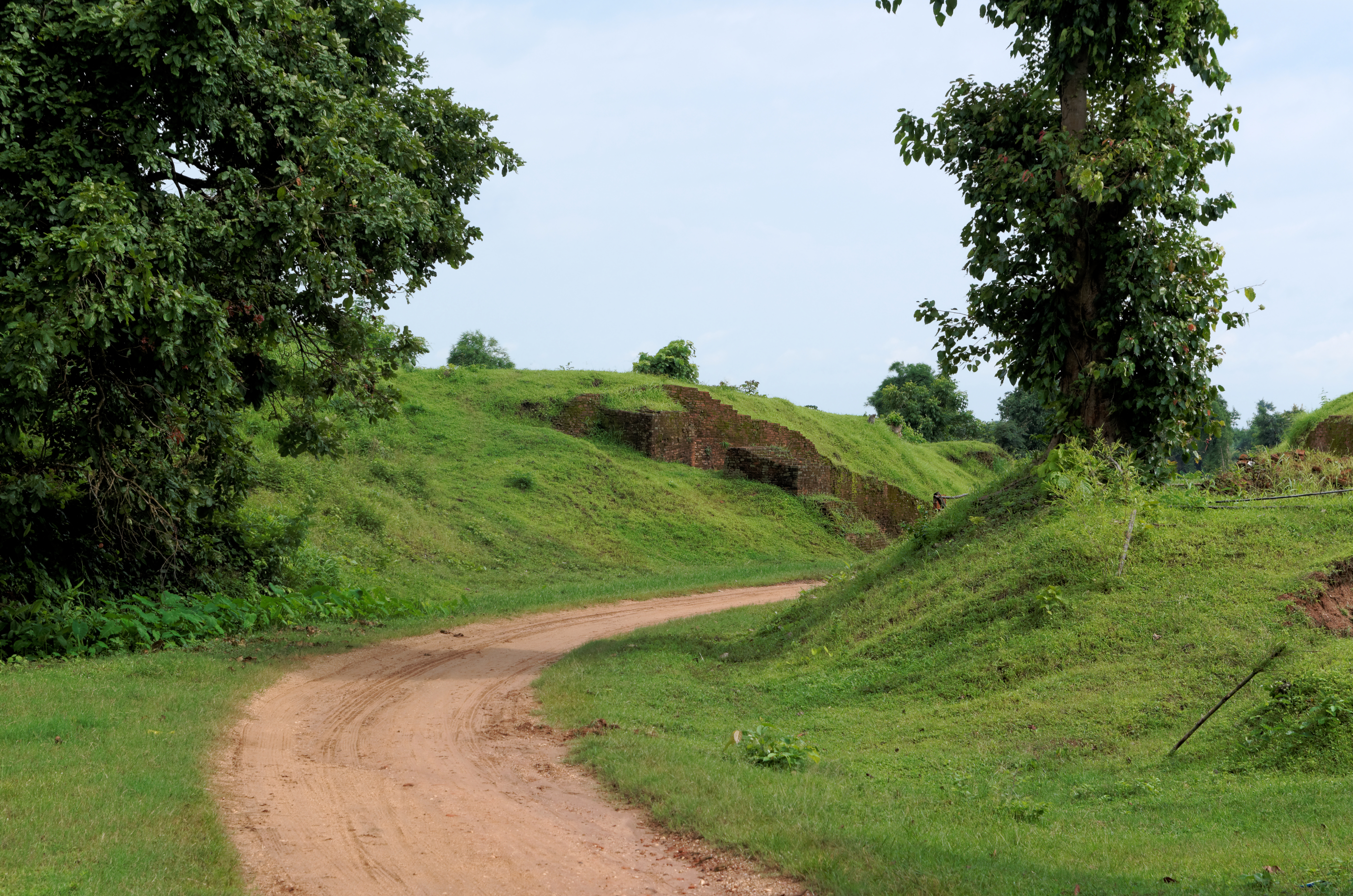
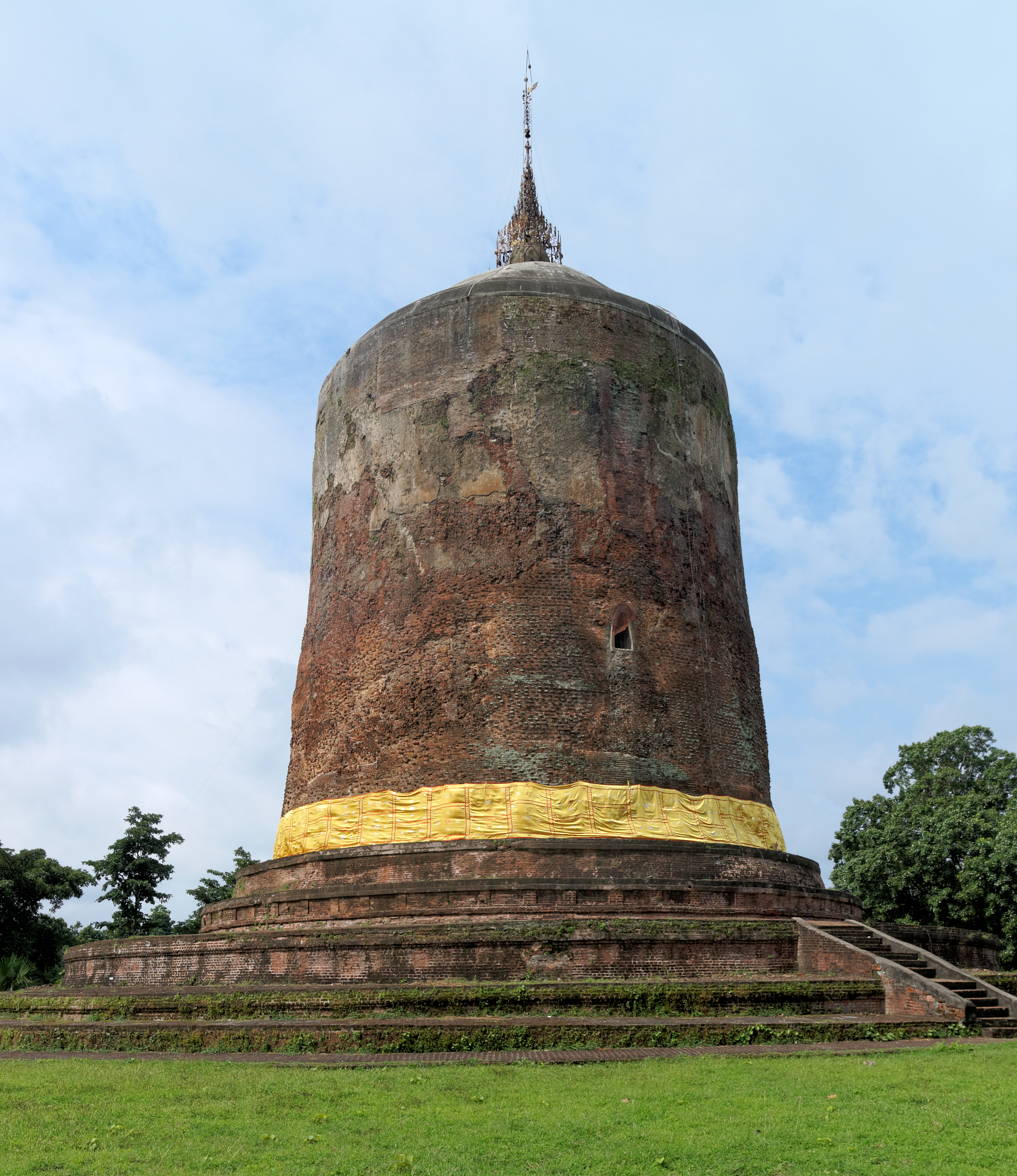